# Cleanthony Early
Cleanthony Early (The Bronx, 17 de abril de 1991) é um jogador norte-americano de basquete profissional que atualmente joga pelo Santa Cruz Warriors, disputando a NBA D-League. Foi draftado em 2014 na segunda rodada pelo New York Knicks.